# Tierra de Davis
Tierra de Davis es el nombre que se ha dado a una isla fantasma supuestamente descubierta en 1687 por el filibustero Edward Davis, durante un viaje entre las islas Galápagos y las Juan Fernández. Estaría ubicada a 500 millas de Copiapó, en la latitud 27°20′ S, formada por unas playas arenosas y una tierra alta que se perdía al noroeste. Sin embargo Davis no intentó desembarcar ni realizar mayores investigaciones, por lo que la ubicación y existencia de la isla no pudo ser corroborada, siendo posteriormente identificada con la Isla de Pascua o con las Islas Desventuradas.

## Descubrimiento
Habría sido descubierta por Edward Davis en viaje a las islas de Juan Fernández, a la altura de la ciudad chilena de Copiapó, en la latitud 27°20′ S, a bordo de su nave el "Batchelor Delight", según consignaría su bitácora. Sin embargo, Davis no hizo ningún intento por explorar la isla, ni elaborar mapa alguno de ella, más allá de describirla solo como una "pequeña isla arenosa".
William Dampier fue el primero en comentar el hallazgo de Davis, y escribir al respecto. Señaló a la Tierra de Davis como parte de la Terra Australis Incognita, al asegurar que la isla sería la primera de un grupo mayor que formarían el continente desconocido.  Al respecto escribió que:
« To confirm which, I shall add what Captain Davis told me lately, that after his departure from us at the haven of Realejo (…) he went after several traverses, to the Galapagos, and that, standing thence southward for Wind, to bring him about Tierra del Fuego, in the latitude of 27 south, about 500 leagues from Copayapo, on the coast of Chile, he saw a small sandy island just by him, and that they saw to the westward of it a long tract of pretty high land, tending away toward the north-west out of sight. This might probably be the coast of Terra Australis Incognita ».

Traducción: "  Para confirmar esto, agregaría que el Capitán Davis me dijo recientemente que después de que nos separamos en el puerto de Realejo (...), él se había ido, después de varios cruces, a Galápagos, y que , desde allí hacia el sur para que el viento lo traiga de vuelta a Tierra del Fuego, en la latitud 27 ° sur, a unas 500 leguas de Copayapo, en la costa chilena, vio una pequeña isla arenosa justo en frente él; y que vieron en el oeste un largo tramo de tierra bastante alta, orientado hacia el noroeste hasta donde alcanzaba la vista. Probablemente podría ser la costa de Terra Australis Incognita"
Lionel Wafer, cirujano del barco de Davis, y también parte de la tripulación que descubrió la isla, la describió como una pequeña isla plana, sin guardia de rocas, con grandes bandadas de aves que la rodeaban, indicando que por orden de Davis no se realizó ningún desembarco. A diferencia de Dampier, no menciona otras tierras visibles además de la pequeña isla. 

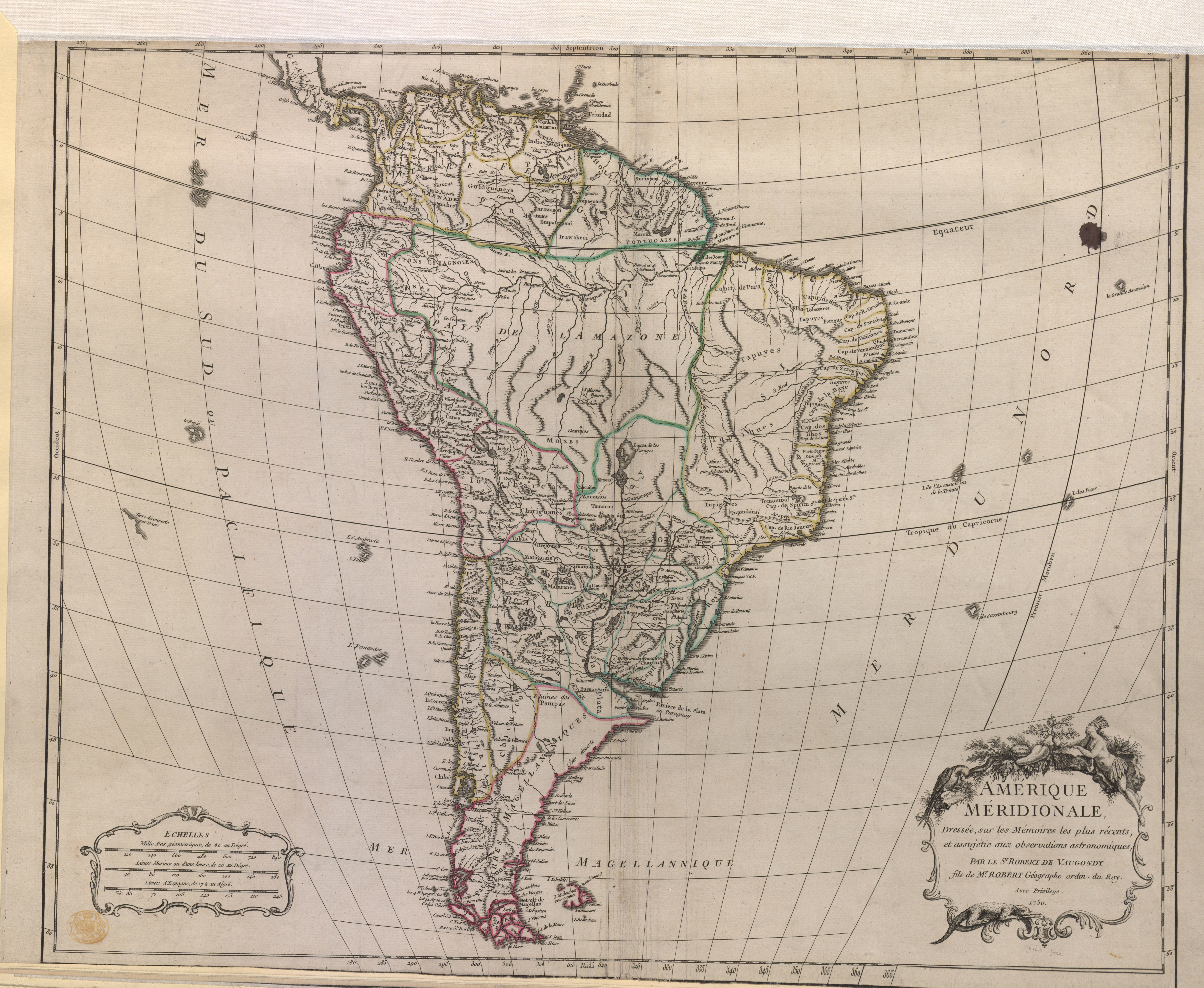
La Tierra de Davis en un mapa de 1750, frente a las costas del norte de Chile

Hacia finales del siglo XVIII, tras los viajes de Cook, con buena parte del Océano Pacífico explorado, los cartógrafos comenzaron a eliminar la isla de sus mapas. Otros argumentaron que era probable que Davis haya visto en realidad las islas de San Ambrosio y San Félix, parte del grupo de las Islas Desventuradas. Jakob Roggeveen intentó ubicar la Terra Australis Incognita fracasando en su intento de ubicar la isla de Davis. En cambio logró llegar hasta la Isla de Pascua, la cual identificó claramente como distinta de la descripción de la Tierra de Davis. En cambio, Bougaville, en una nueva búsqued, identifica a la Isla de Pascua con la descubierta por Davis.
Autores posteriores han planteado que la Tierra de Davis en realidad se hundió en el mar poco después de pasar junto a ella el capitán filibustero, producto de algún movimiento sísmico o erupción volcánica. Benjamín Subercaseaux sugiere que la Isla bien pudo ser un espejismo, asociado a nubes bajas que parecen tierras cuando se las mira desde el mar situación que explicaría los "descubrimientos" de otras islas fantasmas de similar descripción, tales como la Isla Podesta. 